# Waldgaststätte Gambrinus

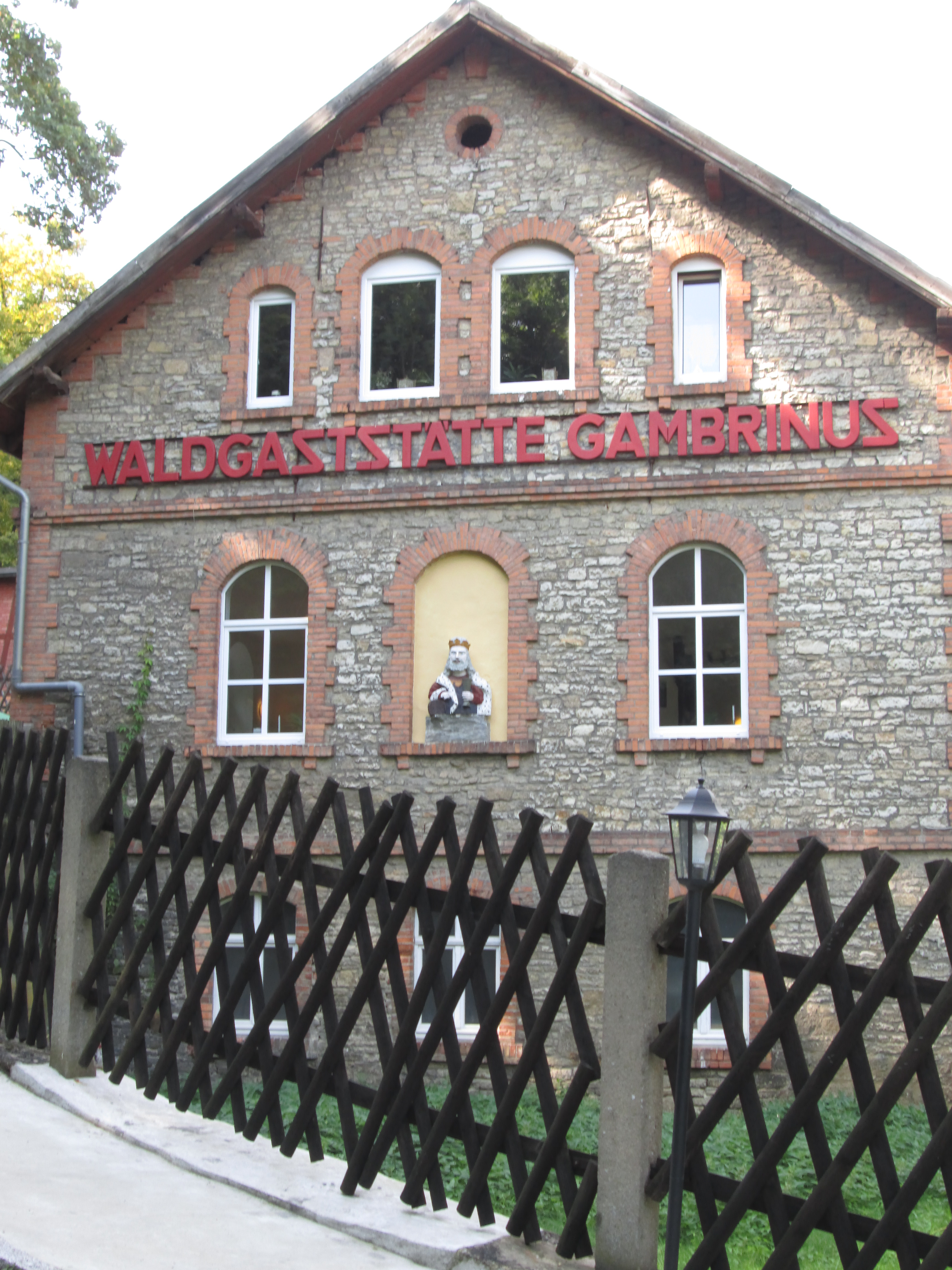
Waldgaststätte Gambrinus

Die Waldgaststätte Gambrinus ist ein Gebäude im Huywald in Sachsen-Anhalt, das als Gasthaus genutzt wird.

## Beschreibung
Das Gebäude befindet sich am Rande des Huywaldes in Röderhof etwa 10 Kilometer von Halberstadt entfernt. Vom Gebäude führt ein Wanderweg in den Huywald.
Der örtliche Braumeister J. Nagel, errichtete das Gebäude im Jahr 1857. Nachdem die Gaststätte jahrelang zum Verkauf stand und zunehmend verfiel, fand sich 2012 ein neuer Besitzer, der die Traditionsgaststätte am 1. Mai 2014 nach Renovierung wiedereröffnete.
Die Fassade des Gebäudes ist denkmalgeschützt (siehe auch Liste der Kulturdenkmale in Huy#Röderhof). An ihr ist die Figur des Gambrinus angebracht.